# Mikoyan-Gurevich MiG-23PD
Mikoyan-Gurevich MiG-23PD là một mẫu máy bay thử nghiệm của Liên Xô trong thời kỳ Chiến tranh Lạnh, đây là một mẫu máy bay được phát triển để đáp ứng nhu cầu của Không quân Xô Viết về một loại máy bay mới.

## Lịch sử
Một trong số hai nghiên cứu được tiến hành song song để đáp ứng nhu cầu của Không quân Xô Viết về một máy bay chiến đấu tiêm kích mới, có khả năng vận hành tốt, trang bị trung bình, đó là MiG-23PD - Pod'yomnye dvigateli hay, theo nghĩa đen là "động cơ nâng" - hay 23-01, nó bay lần đầu tiên vào 3 tháng 4 năm 1967. Nó có cánh tam giác góc cụp là 57°, về cơ bản là giống với MiG-21, MiG-23PD có ký hiệu là 23-01 có 2 động cơ loại Kolesov RD-36 lực đẩy mỗi chiếc là 2.350 kg, những chiếc động cơ này được lắp ở giữa thân máy bay.
Một sắp xếp tương tự đã được kiểm tra bởi OKB vào năm trước với phiên bản thử nghiệm MiG-21PD, nó có thân dài ra 90 cm và lắp 2 động cơ RD-36-35, bắt đầu bay thử nghiệm vào 16 tháng 6 năm 1966. Động cơ gốc của MiG-23PD là loại Khachaturov R-27 lực đẩy 5.200 kg và 7.800 kg với nhiên liệu phụ trội, không khí được trộn với nhiên liệu bởi một máy bơm nhỏ, nhằm tăng khả năng đốt cháy triệt để và tiết kiệm nhiên liệu. Vũ khí trang bị gồm 1 pháo Gryazev-Shipunov GSh-23 23 mm và 2 tên lửa không đối không, 1 dẫn đường bằng ra-đa K-23R, 1 tên lửa dẫn đường bằng hồng ngoại K-23T. Các chuyến bay thử nghiệm được tiếp tục đến mùa thu năm 1967 khi sự phát triển xa hơn đã bị ngừng lại.

## Thông số kỹ thuật

### Đặc điểm riêng
- Phi đoàn:
- Chiều dài: 16.80 m
- Sải cánh: 7.72 m
- Chiều cao: 5.15 m
- Diện tích cánh: 40.00 m²
- Trọng lượng rỗng: N/A
- Trọng lượng cất cánh: 18.500 kg
- Động cơ: 2x Kolesov RD-36 lực đẩy mỗi chiếc là 2.350 kg

### Hiệu suất bay
- Vận tốc cực đại: N/A
- Tầm bay: N/A
- Trần bay: N/A

### Vũ khí
- 1x pháo Gryazev-Shipunov GSh-23L 23 mm
- 2x 2 tên lửa không đối không K-23R, K-23T

## Nội dung liên quan
MiG Ye152P - MiG Ye-8 - MiG-23PD - MiG-110 - MiG-AT - Dự án MiG 1.44/1.42 - Dự án MiG LFI - MiG-105